# Exclusive Brethren
Exclusive Brethren (de exklusiva bröderna) är en mer sluten schattering än många andra delar av den heterogena kristna rörelse som av utomstående kallas Plymouthbröderna, men som av dem själva kallas ”bröderna” eller ”brödraförsamlingen”. Den gren av Plymouthbröderna som finns i Sverige tillhör de exklusiva bröderna.
Den största grupperingen av exklusiva plymouthbröder utgörs av tayloriterna (efter James Taylor den äldre och den yngre, vilka ledde samfundet under större delen av nittonhundratalet). År 2008 uppskattades antalet tayloriter i världen uppgå till 43 000.
I Storbritannien registrerade rörelsen 2012 som ett trossamfund under namnet Plymouth Brethren (Exclusive Brethren) Christian Church Limited.

## Livsstil
Exclusive Brethren värderar familjelivet mycket högt. Enligt en översikt av brittiska BBC präglas bröderna av ”en varm, kärleksfull, familjeorienterad livsstil”, men de som väljer att lämna rörelsen stöter ibland på svårigheter eftersom de inte längre har möjlighet att på nära håll umgås med sin familj och tidigare vänner. Under senare år har bröderna börjat att söka undvika utfrysning av dem som lämnat kyrkan. Då många i samfundet även arbetar i företag med nära och ofta direkt anknytning till bröderna innebär det ibland att anställningen upphör när man lämnar samfundet, men det händer sällan i dag.
Varje söndag deltar alla församlingsmedlemmar i herrens måltid, vilken har en central plats i brödernas liv. Deras sociala aktiviteter utövas för det mesta tillsammans med andra medlemmar som de träffar på sina bibelmöten. Exklusiva plymouthbröder förväntas vara lojala mot sin ledare, som anses ha en moralisk kraft och kunna undervisa så att medlemmarna lyfts ur den ondska som finns i världen. Vem som helst kan närvara vid deras bibelmöten och bröderna predikar budskapet om Herren Jesus offentligt i städernas centra.
Medlemmarna måste iaktta flera förbud. De får inte:
- se på television eller lyssna på radio,
- besöka inrättningar för underhållning,
- ta ut livförsäkring,
- läsa vid universitet,
- kandidera eller rösta i politiska val,
- bära vapen,
- vara medlem i en fackförening, yrkesförening eller någon grupp med deltagare som inte är medlemmar av kyrkan,
- äta tillsammans med eller bo i samma hus som icke-medlemmar.

## Sverige
Kyrkan har funnits i Sverige i över 125 år och har omkring 400 medlemmar. De flesta bor i Smålandsstenar men finns också representerade i Helsingborg, Ljungby, Göteborg och Stockholm. 
Christer Nilsson, som växte upp i en familj som deltog i samfundet, skrev 1986 en bok om sin väg ut ur Exclusive Brethren med titeln Sekternas sekt, som återger hans syn på den svenska rörelsen.
Bröderna driver i allmänhet familjeföretag och bland deras anställda finner man både medlemmar och icke-medlemmar.[källa behövs] I slutet av 2006 blev några bröders företag i Smålandsstenar inblandade i en konflikt med Skogs- och träfacket för deras på religiösa grunder vägran att teckna kollektivavtal.
Under valrörelsen 2006 engagerade sig några företagare som var medlemmar i bröderna genom företaget Nordas Sverige i en kampanj som främjade regeringsskifte. Kampanjen genomfördes med annonsering i ett flertal stora dagstidningar och genom utdelning av flygblad i ett flertal större städer.
År 2007 startades Laboraskolan av en grupp föräldrar i Nyby, nära Smålandsstenar. Först godkände inte Skolverket skolan. Efter överklagande till länsrätten omprövade Skolverket sitt beslut och skolan fick tillstånd att starta sina verksamhet. Skolan är en icke-konfessionell friskola.

## Sekt eller trossamfund?
Ur ett sociologisk perspektiv är Exclusive Brethren en sekt som kan liknas vid de kulter som utestänger sig totalt från samhället eller ett religiöst trossamfund som praktiserar en mer fundamental och mer strikt lära än de större kyrkorna, men till skillnad från sekter som Fundamentalistiska Jesu Kristi Kyrka av Sista Dagars Heliga och Branch Davidians, som utestänger sig och sina ungdomar från samhället, fortsätter plymouthbröderna att leva och arbeta i samhället och deras hem och arbetsplatser är inte avskilda från det.
Deras livsstil kan liknas vid den som kännetecknar Strict Baptists och Bible Presbyterian Church och deras lära grundas på en traditionell bibelsyn. Exclusive Brethren har tagit ställningen att deras doktrin att utöva ”avskildhet från världen” betyder en moralisk separation från det onda och den laglöshet som finns i världen, inte avskildhet från samhället. En av deras talesmän uttryckte att ”vi är i världen men inte av den”.[källa behövs]